# Eriphia verrucosa
Eriphia verrucosa é uma espécie de caranguejo que pode ser encontrada no Mar Mediterrâneo, Mar Negro e no Oceano Atlântico oriental.